# مكتبة أحمد النائب
مكتبة أحمد النائب, هي مكتبة عامة ليبية يقع مقرها في مدينة ترهونة و يشرف عليها مكتب الثقافة بالمدينة تضم بين رفوفها ما يزيد عن 2500 عنوان متنوع افتتحت بتاريخ 20 فبراير 2013

## مقرها
تقع المكتبة في مدينة ترهونة ليبيا و تحديدا مقابل البريد القديم بجوار مكتب التعليم في ترهونة تفتح المكتبة أبوابها من الساعة ال 8:30 صباحا حتى الساعة 13:30 ظهرا و تضم المكتبة بين رفوفها ما يزيد عن 2500 عنوان في شتى العلوم و المعرفة .

## التسمية
التسمية نسبة للمؤرخ الليبي أحمد النائب الأنصاري صاحب كتاب المنهل العذب في تاريخ طرابلس الغرب و هو أحد مؤرخي ليبيا في الحقبة العثمانية

## الافتتاح
تم افتتاح المكتبة يوم الأربعاء 20 فبراير 2013 في احتفالية أقامها المجلس المحلي لمدينة ترهونة و بحضور عدد من الوزراء منهم الوزير علي امحيريق الفرجاني وزير الكهرباء و فوزي بالتمر وزير المواصلات و عدد من المثقفين و المهتمين بالشؤون الثقافية في المدينة

## الأجنحة
1- جناح كتاب الطفل
2- جناح الدكتوراة و الماجستير و البحوث اعلمية
3- الجناح العام
4- جناح النشر الإلكتروني
5- مقهى إنترنت